# Preston (Tyne and Wear)
Preston är en ort i distriktet North Tyneside, i grevskapet Tyne and Wear, i England. Ward hade 8 008 invånare år 2021. Preston var en civil parish från 1866 till 1908 då den blev en del av Tynemouth. Civil parish hade 3 337 invånare år 1901.